# Звірофабрика
«Звірофабрика» (англ. Animal Factory) — неонуарний фільм 2000 року режисера Стіва Бушемі. У ролях: Віллем Дефо, Едвард Ферлонг, Денні Трехо, Джон Герд, Мікі Рурк, Том Арнольд і Марк Бун-молодший. Дія фільму розгортається у в'язниці Сан-Квентіні.

## Акторський склад
| Актор             | Роль            |
| ----------------- | --------------- |
| Віллем Дефо       | Ерл Копен       |
| Едвард Ферлонг    | Рон Деккер      |
| Денні Трехо       | Віто            |
| Джон Герд         | Джеймс Деккер   |
| Мікі Рурк         | Ян              |
| Том Арнольд       | Бак Роуен       |
| Марк Бун-молодший | Пол Адамс       |
| Сеймур Кассель    | лейтенант Сімен |
| Едвард Банкер     | "Баззард"       |
| Кріс Бауер        | "Bad Eye"       |
| Марк Веббер       | "Танк"          |
| Стів Бушемі       | Госспак         |

## Сюжет
Рон Декер, молодий чоловік, засуджений за зберігання наркотиків, потрапляє до в'язниці, де ветеран-аферист Ерл Копен бере Декера у свою банду. Копен уперше допомагає Декеру, коли троє пуерториканців намагаються заманити його в камеру, щоб зґвалтувати. Копен розкусив їхні плани і поговорив з пуерториканцями, які швидко втратили інтерес до Декера.
Протягом наступних кількох днів Копен допомагає Декеру: влаштовує його на кращу роботу, годує і навіть переводить у свій власний блок. Здебільшого Копен допомагає Декеру і вказує, що згідно з новою статтею, ухваленою законодавчим органом, суддя може змінити вирок у перші 90 днів, якщо вважатиме за потрібне, тож Копен (який є помічником капітана варти) допомагає писати неправдиві звіти та дає Декеру пораду триматися подалі від неприємностей, завдяки чому Декер виглядатиме як «дуже маленька загроза для суспільства». Після того як ув'язнений на ім'я Бак Роуен намагається зґвалтувати Декера в туалеті, Декер під час бійки за участю Копена вдаряє Роуена ножем, паралізуючи його. Роуен підписує заяву, в якій стверджує, що Декер і Копен несуть відповідальність, а їхні камери позбавляють свободи й обмежують доступ до них.
Спроба Декера домогтися пом'якшення вироку відхиляється, і він отримує п'ять років ув'язнення. Тим часом Копену вдається розголосити, що Рован «стукач», і ув'язнений, який працює в лазареті, отруює крапельницю Рована миючою рідиною. Справу проти Копена і Декера закривають, оскільки жертва і головний свідок померли.
Невдовзі після звільнення Копен розповідає Деккеру, що планує втечу, і вони домовляються сховатися у сміттєвозі, щоб не бути розчавленими компресором, зупинивши його за допомогою решітки. Декер тікає на одній вантажівці, а Копен не встигає застрибнути у вантажівку через появу одного з тюремних охоронців. Декеру вдається втекти до Коста-Ріки, а Копен залишається, заявивши: «Зрештою, це моя в'язниця» і процитувавши Сатану з «Утраченого раю» Джона Мільтона: «Краще царювати в пеклі, ніж прислужувати в раю».

## Виробництво
Фільм був знятий у в'язниці Холмсбург у Філадельфії. Зйомки завершилися за 30 днів, на два дні довше запланованого. Бушемі найняв сотні ув'язнених з виправної колонії Керран-Фромхолд, в'язниці, яка замінила в'язницю Холмсбург у 1995 році.
Фільм знятий за мотивами однойменного роману письменника Едварда Банкера. Банкер, який має невелику роль у фільмі, також знімався разом із Бушемі у фільмі Квентіна Тарантіно «Скажені пси».